# Clube de Futebol Os Unidos
O Clube de Futebol Os Unidos é uma equipa de futebol da cidade de Lisboa, freguesia de Carnide, Portugal. Foi fundado em 1940, com o nome Clube de Futebol Os Unidos.

## História
O clube de futebol Os Unidos é anterior ao Bairro do Padre Cruz. Nasceu a 1 de Junho de 1940, em outro bairro camarário da cidade, na Quinta da Calçada. Teve por fundadores Edmundo Reis, José Lima Alves e Fernando Matos Martins. Quando aquele bairro começou a ser demolido alguns moradores foram transferidos para o Bairro Padre Cruz trazendo o clube “vestido”. 